# Ray Lema
Pour les articles homonymes, voir Lema et Zinga (homonymie).
Raymond Lema A'nsi Nzinga dit Ray Lema, né le 30 mars 1946 à Lufu-Toto, est un pianiste, guitariste et compositeur franco-congolais.

## Biographie
Fils de chef de gare, il est né dans le train à Lufu-Toto dans le Kongo central (Zaïre). À l'âge de douze ans, il voulait être prêtre mais il découvre l'orgue puis le piano au séminaire des pères blancs, et joue dans les églises, accompagne les chants grégoriens et commence à apprendre le piano. Après l’indépendance de son pays, Ray Lema quitta le séminaire pour intégrer plus tard l’Université de Kinshasa où il poursuit des études de chimie. Faute de piano disponible il apprend à jouer de la guitare et découvre les Beatles, Hendrix, Django Reinhard et le jazz américain. Il quitte ensuite l’université pour devenir guitariste dans le groupe de Gérard Kazembe. Il découvre alors les nuits de Kinshasa et croise les grands de la musique congolaise qui font à l’époque danser toute l’Afrique (Tabu Ley Rochereau, Kabassele, Franco).
Influencé par le saxophoniste Fela Kuti, participant en 1985 à la Caravane Jericho, un collectif d'artistes monté pour obtenir la libération de la star de l'afrobeat alors emprisonné dans son pays, il multiplie les rencontres musicales en jouant notamment avec Tony Allen, l'ex-batteur et alter ego de Fela Kuti ou Francis Lassus, l'ex-batteur de Claude Nougaro.
En 1974, Ray Lema est nommé directeur musical du Ballet national du Zaïre, avec pour mission de recruter et diriger l’ensemble des musiciens traditionnels représentatifs de la diversité et de la richesse du pays pour accompagner les danseurs du Ballet national. À l'occasion de ses rencontres, il devient Maître Tambour. Il est notamment chargé de constituer un ensemble traditionnel pour le concert accompagnant le combat de boxe légendaire entre Mohamed Ali et George Foreman à Kinshasa en 1974.
Après un violent désaccord avec la Présidence du dictateur Mobutu, il répond à l’invitation de la Fondation Rockefeller en 1979 et part aux États-Unis. Il s’établit finalement en France en 1982, où il réside depuis lors. Il ne retournera au Zaïre, devenu entre-temps la République Démocratique du Congo, que 30 ans plus tard. Parrain et initiateur du projet de l’Université musicale africaine (UMA), Ray Lema travaille à l’établissement d’une école panafricaine supérieure de musique établie sur le continent. Il est nommé porte-parole de l'Unesco.
En 2013, il signe la musique de la pièce de théâtre Une nuit à la présidence de Jean-Louis Martinelli, qui sera mise en scène par l'auteur en 2014, au Théâtre Nanterre-Amandiers.

## Distinctions
- Prix du syndicat de la critique 2004 : meilleur compositeur de musique de scène pour Médée
- 2013 : Djangodor pour l'ensemble de sa carrière[3],[6]
- 2013 : Prix Charles Cros pour VSNP - Very Special New Production[3]

## Discographie
- 1982 : Koteja (Celluloid)
- 1983 : Kinshasa-Washington D.C. Paris Express (Celluloid)
- 1984 : The Rhythmatist (avec Stewart Copeland)
- 1985 : Médecine (Celluloid)
- 1988 : Bwana Zoulou Gang (Mad Minute Music / Mélodie)
- 1989 : Nangadeef (Mango / Island)
- 1990 : Gaïa (Mango / Island)
- 1992 : Euro-African Suite (Buda Musique, avec Joachim Kühn et Jean-François Jenny-Clark)
- 1992 : Ray Lema / Professor Stefanov and the Bulgarian Voices of Ensemble Pirin (Buda Musique), avec les Bulgarian Voices
- 1993 : Un Touareg s'est marié avec une Pygmée (Label Bleu)
- 1994 : Tout Partout (Buda Musique)
- 1996 : Green Light (Buda Musique)
- 1997 : Stop Time (Buda Musique)
- 1998 : The Dream of the Gazelle (Detour / Erato)
- 2000 : Safi  (Buda Musique/États-Unis: Tinder Records), avec Tyour Gnawa
- 2001 : Mizila (One Drop/Nocturne), piano solo
- 2007 : Paradox (Laborie Jazz/Naïve Distribution)
- 2010 : Headbug (One Drop), quintet, avec Manu Dibango
- 2013 : V.S.N.P (Very Special New Production) (One Drop), quintet
- 2016 : Riddles (Gazebo/One Drop) avec Laurent de Wilde
- 2018 : Transcendances (One Drop)
- 2020 : On entre KO - on sort OK (Hommage à Franco Luambo) (One Drop)
- 2021 : Wheels (Gazebo/ One Drop) avec Laurent de Wilde

## Filmographie
Ray Lema a composé la musique de plusieurs films et téléfilms :
- 1986 : Black Mic-Mac
- 1995 : Le Voyage de Baba
- 2001 : Fatou la Malienne (téléfilm)
- 2016 : Bienvenue au Gondwana